# Mauregato (Asturien)

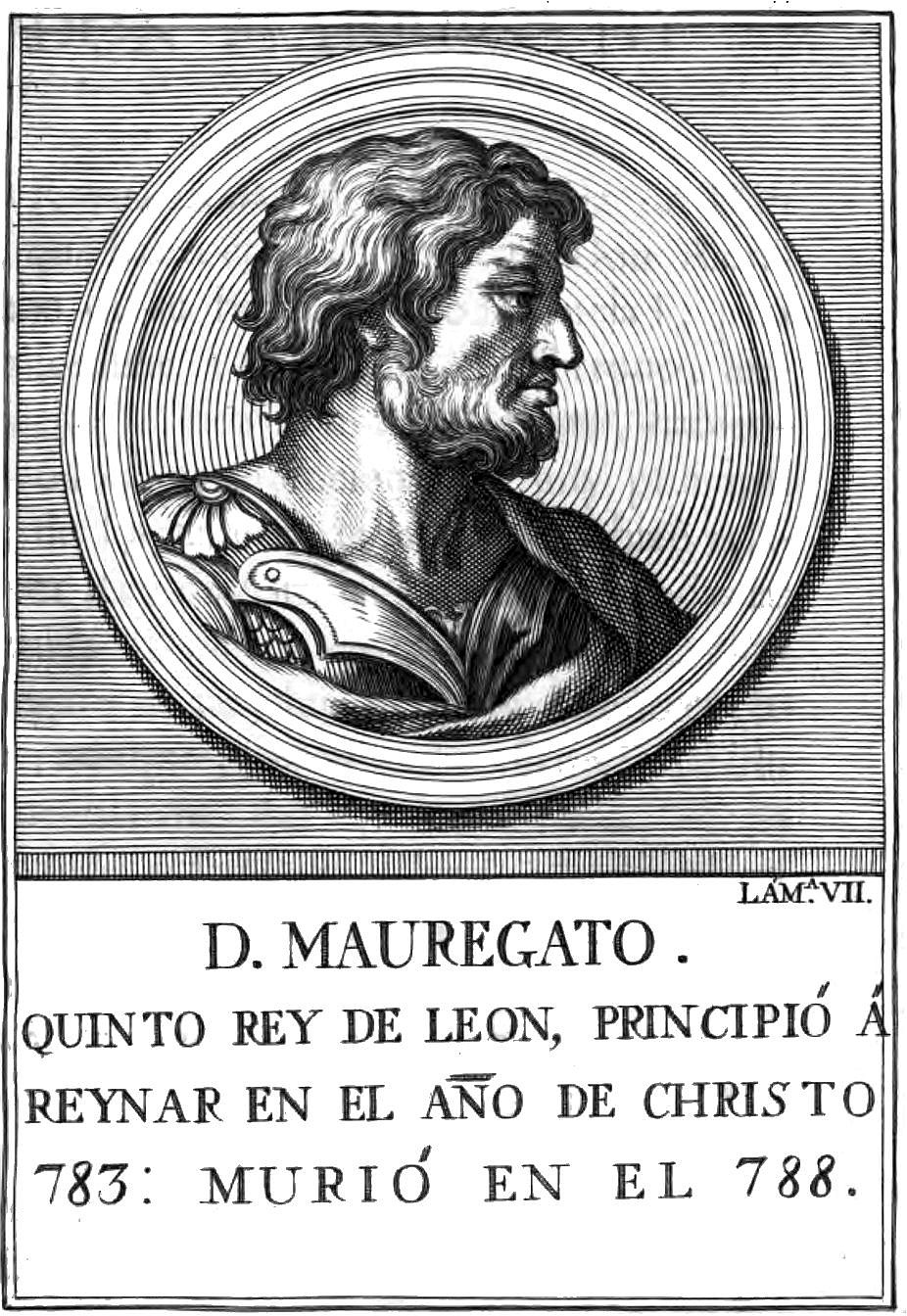
Mauregato auf einer Darstellung des Jahres 1788

Mauregato (* um 719; † 788) war von 783 bis 788 König von Asturien.

## Leben
Mauregato war ein unehelicher Sohn des Königs Alfons I. und einer Sklavin. An seinen Namen anknüpfende Spekulationen, wonach seine Mutter aus dem muslimischen (maurischen) Machtbereich stammte, und Berichte von späten, unglaubwürdigen Quellen, wonach er selbst mit muslimischer Unterstützung an die Macht kam, werden von der modernen Forschung abgelehnt.
Nach dem Tod von Mauregatos kinderlosem Vorgänger Silo wollte dessen Witwe Adosinda ihren Neffen Alfons II., den Sohn des Königs Fruela I., auf den Thron setzen. Alfons II. war früher wegen seiner Minderjährigkeit bei der Thronfolge übergangen worden. Dieser Plan scheiterte daran, dass Mauregato die Macht übernahm. Über Mauregatos Regierungstätigkeit berichten die asturischen Chronisten nichts; ebenso unbekannt ist, ob er verheiratet war und Nachkommen hatte.

## Legende vom Tribut der hundert Jungfrauen
Die Legende, wonach Mauregato sich der Oberherrschaft des Emirs Abd ar-Rahman I. unterwarf und ihm Tribut zahlte, ist Erfindung und hat mit dem historischen Mauregato nichts zu tun. Zwei Chronisten des 13. Jahrhunderts, Lucas von Tui und Rodrigo Jiménez de Rada, behaupten, Mauregato habe den Muslimen, um sie bei Laune zu halten, christliche Jungfrauen ausgeliefert. Diese Beschuldigung tauchte schon um die Mitte des 12. Jahrhunderts in einer gefälschten Königsurkunde, dem Privilegio de los Votos, auf, damals aber noch ohne namentliche Nennung Mauregatos; die Urkunde unterstellt mehreren ungenannten Königen, die Jungfrauen als alljährlichen Tribut den Muslimen übergeben zu haben. In der zweiten Hälfte des 13. Jahrhunderts wurde der Stoff im Poema de Fernán González literarisch bearbeitet. Dort ist wie schon im Privilegio de los Votos von hundert Jungfrauen die Rede. So entstand die Legende vom Tribut der Hundert Jungfrauen (El tributo de las cien doncellas).